# Good Beat
A Good Beat a Deee-Lite együttes 5. és egyben utolsó kimásolt kislemeze a debütáló World Clique albumról. A dal az US Dance Chart lista 1. helyén,[forrás?]Új-Zélandon 45. helyen landolt.[forrás?] A dalhoz videóklip is készült.

## Megjelenések
12"  Európa Elektra – 7559-66555-0
- A1 Good Beat (Extend The Beat Mix) 7:29
- A2	Good Beat (Beatapella) 2:03
- B1	Good Beat (Pal Joey's Shake Your Body To The Beat Mix) 5:25
- B2	Riding On Through! 4:29

## Külső hivatkozások
- Megjelenések a Discogs oldalán[2]
- A dal szövege[3]
- A dal videóklipje[4]